# نادي شباب المحمدية
النادي الرياضي لشباب المحمدية أو نادي شباب المحمدية هو نادي رياضي مغربي من مدينة المحمدية يمارس بالدوري المغربي لكرة القدم القسم الثاني. رغم كون النادي تأسس سنة 1948، إلا أنه يُعتبر النادي الأول في المدينة من حيث الألقاب والإنجازات والقاعدة الجماهيرية بعد نادي اتحاد المحمدية الذي تأسس قبله بسنة، اختار النادي قمصانه مخططة عموديًا بالأحمر والأسود ألوانًا رسمية، كما أنه يقتسم نفس الملعب مع جاره وغريمه التقليدي اتحاد المحمدية.

## الاسم
شباب المحمدية والإرث هو عن نادي فضالة التسمية التي حملتها مدينة تكرير البترول خلال حقبة الحماية الفرنسية وبرغبة من فعاليات محمدية خلق هذا الفريق الذي كانت له صبغة وطنية رغم تواجد بعض الأجانب الذين يقيمون بالمدينة بحكم الميلاد أو يدخلون في إطار العمل بميناء المدينة أو في معمل التكرير.

## سنة الميلاد
1948 بواسطة مجموعة من محبي كرة القدم والذين لم يتحملوا وقع الفراغ الذي تركه انسحاب فريق فضالة سبور· وهكذا استمر اكترات جمهور المحمدية مع فريق مارس بالقسم الثاني قبل الالتحاق بالقسم الوطني الأول تحت لواء الجامعة الملكية المغربية لكرة القدم حيث جاء الصعود في نهاية موسم (60 ـ 61) وفي نفس الوقت البحث على أول لقب ليتأتى ذلك سنة 1980 أما الكأس فكان التتويج سنة 1975·

## شعار النادي

الأحمر والأسود ألوان النادي الرسمية

## الشباب أسماء للذكرى
الأكيد أن لشباب المحمدية رجالات ساهموا في خلق هذا الفريق وآزروه ودفعوا به ليبصح هرما من أهرامات الكرة الوطنية، إلا أنهم ناضلوا في ظل أسماء كانت في الواجهة أبرزهم الحاج آيت منا الذي كان له الفضل في وضع الشباب على طريق تحقيق الألقاب وقد تأتى له ذلك عندما صعد الفريق سنة 61 وفاز بالكأس سنة 75 والبطولة سنة 80 والكأس المغاربية سنة 72 أمام زملاء الحارس التونسي عتوقة والنادي الإفريقي·
بجانب هذه الشخصية هناك أسماء تحملت المسؤولية خاصة في أوقات الأزمات من أجل أن يستمر «الشباب» نذكر المؤسس ولد النهيري وكرم محفوظ والزياتي أخ اللاعب الدولي المحترف والمتوكل وكلهم حملوا شعار الوفاء للشباب ومن أجل جمهور المحمدية والشباب·

## سجل بطولات النادي
|  | البطولات                | عدد الألقاب | سنوات الألقاب |
|  | ----------------------- | ----------- | ------------- |
|  | الدوري المغربي الممتاز  | 1           | 1980          |
|  | كأس العرش               | 2           | 1975/ 1972    |
|  | كأس السوبر المغربي      | 1           | 1975          |
|  | الكأس المغاربية للأندية | 1           | 1973          |

- الوصول إلى نصف نهائي كأس العرب للأندية الأبطال سنة 2000.

## ملعب النادي
الملعب الحالي للنادي هو ملعب البشير بوسط مدينة المحمدية، وتبلغ طاقته الاستيعابية 12.000 متفرج. وحمل الملعب اسم البشير نسبة إلى أحد لاعبي شباب المحمدية خلال فترة الخمسينات والستينات. وتبلغ مساحة الملعب الرسمي مع المدرجات 11 هكتارا ومساحة الملعب الملحق هي ثلاثة هكتارات وهناك مساحة أخرى تقرر إنجاز قاعة مغطاة دولية فوقها. ويعود بناء ملعب البشير إلى الأمير مولاي عبد الله شقيق الملك الحسن الثاني، والذي اعتاد زيارة مدينة المحمدية، وكان حينها فريق شباب المحمدية يمارس في الدرجة الثانية، ولم يكن يتوفر على ملعب في المستوى. وكانت مدرجاته من خشب وطاقته الاستيعابية تتراوح من 600 إلى 700 متفرج، وبعد حادث سقوط جانب من المدرجات، تم سنة 1961 بناء مدرجات إسمنتية وفي سنة 1964 تم زرع العشب فوق أرضية الملعب.
تساءل المهتمون بالشأن الرياضي محليا بمدينة المحمدية عن سبب بطء سير مشروع تحويل ملعب البشير إلى مركب رياضي، الذي تقرر منذ سنوات، مشيرين أن المشروع ظل حبيس الورق والتصريحات، فبعدما تعهد مجلس بلدية المحمدية بتخصيص غلاف مالي قدره مليونا يورو لتحويل ملعب البشير إلى مركب رياضي، عبر مراحل تنتهي نهاية سنة 2006، وتضمن مشروع تحويل ملعب البشير إلى مركب رياضي، بناء قاعة مغطاة بها 3000 مقعد وإعادة زرع العشب وتجديد نظام سقيه وصيانة المستودعات والمنصة الشرفية ومنصة الصحفيين وتوسيع طاقته الاستيعابية وإصلاح ملاعب التداريب التابعة له وتغيير نظام الإنارة بالملعب الرئيسي وتزويده بسبورة إلكترونية وتهيئة المضمار وإصلاح موقف السيارات، وزيادة السعة بإصلاح المدرجات المقابلة للمنصة الشرفية، وإمكانية جعل المدخل الرسمي من خلفها.

## اتفاقية شراكة بين النادي وشركة للتسويق الرياضي

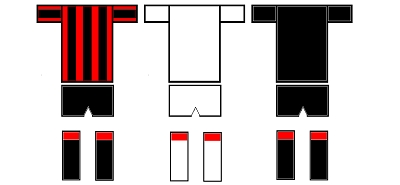
اختار النادي أقمصة مخططة عموديا بالأحمر والأسود ألوانا رسمية

أبرم شباب المحمدية اتفاقية شراكة مع شركة للتواصل، بهدف تمكين النادي الذي يعاني من ضائقة مالية، من محتضن رسمي ومستشهرين وتسويق صورته، وقال رئيس النادي ورئيس لجنة التسويق والإشهار، إن مفاوضات عديدة بين أعضاء اللجنة وممثلين عن شركة (بريكوب) للتواصل، أثمرت توقيع الشراكة بينهما. المكتب المسير يعول على الشراكة من أجل توفير مداخيل قارة تجعل النادي في مأمن من المشاكل المادية التي أثرت على مسيرته. وينتظر أن تستهدف الشركة، المكلفة بالبحث عن الموارد وضخ عائدات مالية بخزينة النادي وتسويق اسمه، بعض الشركات المحلية وخصوصا شركات سامير وكتبية.